# Bovezzo
Bovezzo (Boès in dialetto bresciano) è un comune italiano di 7 308 abitanti della provincia di Brescia in Lombardia, situato nella Valle del Garza alla confluenza con la Val Trompia, afferente a quest'ultima. Fa parte della Comunità montana della Valle Trompia e della Regione agraria N.7 - Montagna della media Val Trompia.

## Geografia fisica

### Territorio
Bovezzo si trova sul versante di destra della Valle del Garza, alla confluenza con la Val Trompia, ad un'altitudine di 207 m s.l.m.
Confina con il comune di Nave a est, con il comune di Concesio a ovest e con il comune di Brescia a sud (quartieri Villaggio Prealpino e Mompiano).
La cima del Monte Spina delimita i territori di Bovezzo, Nave, Concesio e Lumezzane.
Bovezzo dista 6 chilometri dal centro di Brescia.

### Clima
Il clima a Bovezzo è caldo e temperato, con piovosità significativa durante tutto l'anno.
La temperatura media annuale è di 11,6 °C, essendo luglio il mese con temperature più alte (25,6 °C) e gennaio il mese con temperature più basse (-1,7 °C).
La piovosità media annuale è di 1091 mm. In particolare le piogge sono più scarse nel mese di gennaio (54 mm) e più abbondanti nel mese di novembre (125 mm).
| [ 11 ]              | Mesi | Mesi | Mesi | Mesi | Mesi | Mesi | Mesi | Mesi | Mesi | Mesi | Mesi | Mesi | Stagioni | Stagioni | Stagioni | Stagioni | Anno  |
| [ 11 ]              | Gen  | Feb  | Mar  | Apr  | Mag  | Giu  | Lug  | Ago  | Set  | Ott  | Nov  | Dic  | Inv      | Pri      | Est      | Aut      | Anno  |
| ------------------- | ---- | ---- | ---- | ---- | ---- | ---- | ---- | ---- | ---- | ---- | ---- | ---- | -------- | -------- | -------- | -------- | ----- |
| T. max. media (°C)  | 5,7  | 7,2  | 11,6 | 15,2 | 19,4 | 23,7 | 25,6 | 25,3 | 20,7 | 15,9 | 10,5 | 6,4  | 6,4      | 15,4     | 24,9     | 15,7     | 15,6  |
| T. min. media (°C)  | −1,7 | −1,5 | 1,1  | 4,8  | 9,2  | 14,0 | 16,7 | 16,9 | 13,6 | 9,5  | 4,7  | 0,1  | −1,0     | 5,0      | 15,9     | 9,3      | 7,3   |
| Precipitazioni (mm) | 54   | 59   | 67   | 96   | 106  | 100  | 87   | 96   | 115  | 119  | 125  | 67   | 180      | 269      | 283      | 359      | 1 091 |

Secondo la classificazione dei climi di Köppen, gode di clima temperato delle medie latitudini (Cfa), piovoso o generalmente umido in tutte le stagioni, con estati molto calde.

### Idrografia
Nel territorio di Bovezzo scorre il torrente Garza, seguendo il percorso della Strada statale 237 del Caffaro. Con i suoi 42 chilometri di lunghezza e con una portata di 1,2 m³/s è il maggior corso d'acqua del territorio.
In prossimità del quartiere conosciuto come "Le Brede", sul confine con il comune di Concesio, scorre il torrente Tronto.
Il Fosso della Valle del Cannone è un affluente del Garza che segna il confine con il comune di Nave. Svolge la funzione di colatore montano per l'omonima valle.

### Orografia
Bovezzo sorge ai piedi del monte Spina (detto anche monte Sant'Onofrio), sotto l'appendice del Dosso Pentere (comunemente chiamato solo Pentera). Il monte Spina è una montagna delle Prealpi Bresciane nelle Prealpi Bresciane e Gardesane, che raggiunge un'altitudine di 962 m s.l.m.
È il punto di unione tra la val Trompia e la dorsale che delimita la valle del Garza.

## Origini del nome
L'origine del nome di Bovezzo è ancora incerta: la forma letteraria, infatti, non corrisponde a quella della parlata dialettale Boés o Bués, poi divenuta in latino Buetium, e in italiano Bovezzo. A tal proposito, le riflessioni dello studioso Monsignor Paolo Guerrini risultano ancora le più attendibili. Lo storico esclude che il toponimo possa derivare da un nome personale romano, quale Bovo o Boezio; così pure egli nega che si possa riferire il nome al latino bos-bovis.
Ripercorrendo i nomi che nel passato hanno indicato Bovezzo (Buecium, Buetium), l'etimologia si dovrebbe piuttosto ricondurre alla natura geologica del luogo: per somiglianza fonetica, il nome di Bovezzo si accosta a Boés, parola da cui deriva Bova, o Boa, che significa fango, melma, caratteristica dei luoghi acquitrinosi. Del resto il territorio di Bovezzo anticamente sorgeva su due sponde di una fonte. Questa ipotesi è inoltre confermata dal fatto che la frazione di Conicchio derivi probabilmente il suo nome da cuniculum, piccolo canale, forse a testimoniare il passaggio dell'antico acquedotto romano, che alimentava la città di Brescia.
Il nome di Bovezzo appare per la prima volta in documenti storici degli anni 1226 e 1232, ove si accenna a una eclesia de Buetio, senza titolo, ma certamente, fin da allora, dedicata al vescovo di Brescia Sant'Apollonio, retta da un sacerdote che doveva celebrare i divini uffici sotto la giurisdizione della pieve di Concesio.

## Storia

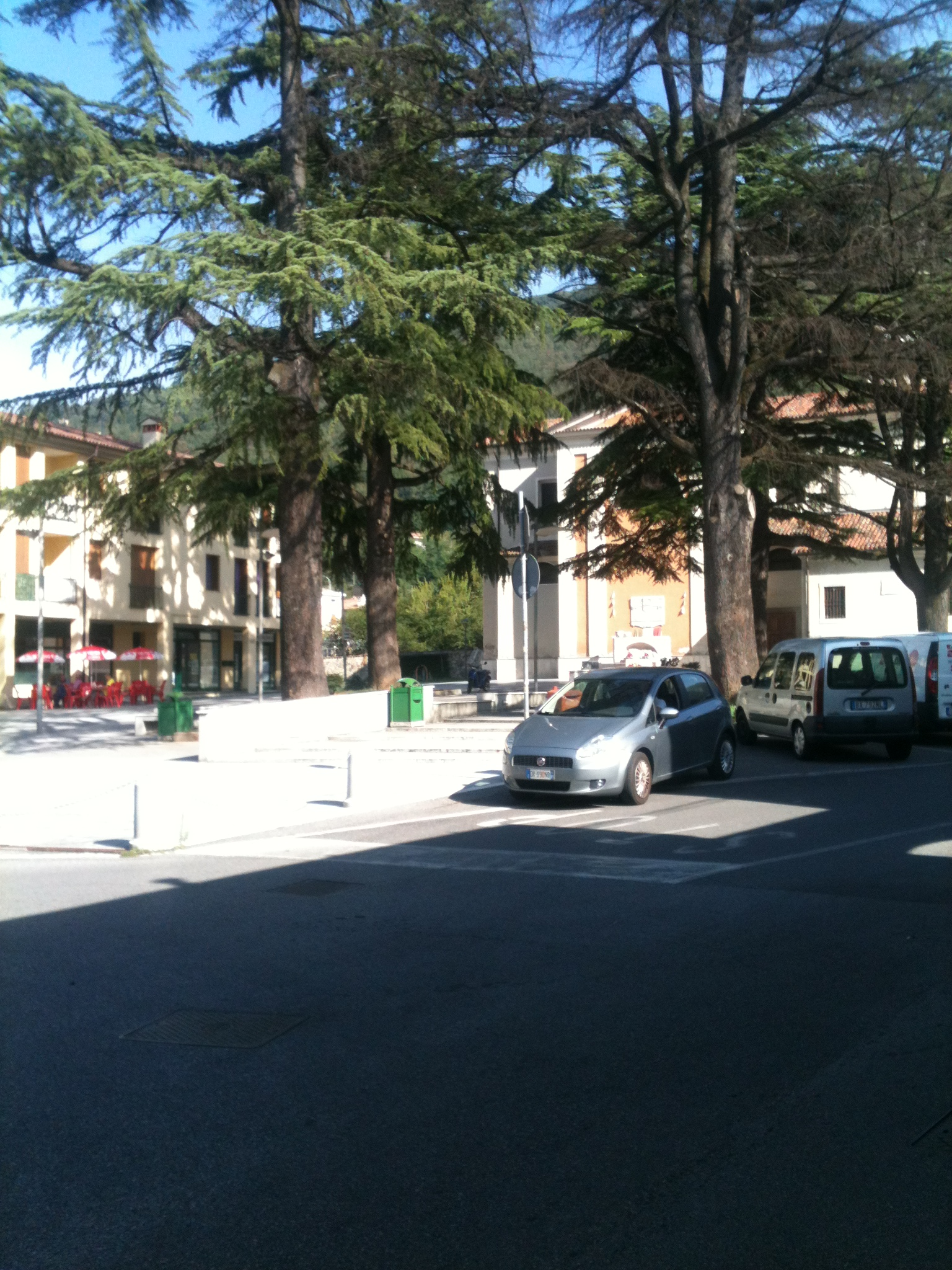
Scorcio di piazza Gigi Rota, il centro principale del paese come appare dopo il rifacimento degli anni '90. Sulla sinistra gli edifici moderni che hanno preso il posto del vecchio oratorio. Sullo sfondo si intravede la chiesa parrocchiale di S. Apollonio

I primi insediamenti storici sul territorio di Bovezzo risalgono al passaggio dei Galli Cenomani (200 a.C.), mentre abbastanza numerosi risultano i reperti archeologici di epoca romana fra cui possono essere ricordate un'armilla e una fibula in bronzo (databile tra il I secolo a.C. e il I secolo d.C.) ed un'ope di terracotta rossa-mattone.
Una delle più evidenti prove della presenza romana sul territorio sono le tracce dell'antico acquedotto, realizzato all'epoca dell'imperatore Ottaviano Augusto (I secolo d.C.) L'acquedotto romano attraversava la Valle Trompia, convogliando le acque della Valle Gobbia sino a Brescia e fu utilizzato integralmente per tutta la lunghezza del percorso originario sino al V secolo d.C. Parti ben conservate dell'acquedotto sono presenti nel piano interrato di alcune palazzine private del paese.
Durante il periodo medioevale Bovezzo è sotto la giurisdizione religiosa della pieve di Concesio, e risulta compreso — fra il 1385 e il 1403 — nella quadra di Nave, insieme a Caino, Lumezzane, Concesio e San Vigilio. Sempre in questo periodo Bovezzo si unisce sempre più a Concesio, tanto che nell'estimo del territorio bresciano del 18 gennaio 1435 viene indicato quale comune de Bovetio et Consetio.
Le lotte che coinvolgono la Repubblica di Venezia nel XVI secolo per il predominio sui territori della terraferma fra cui l'agro bresciano su cui insiste Bovezzo culminano nella battaglia di Agnadello, presso Cremona, dove il 14 maggio 1509 l'esercito Veneto viene travolto dalla poderosa lega di Cambrai, composta da francesi, spagnoli e soldati delle signorie dei Gonzaga e degli Estensi. Durante l'assedio di Brescia, avvenuto nel 1512 in seguito alla sconfitta della Serenissima, Bovezzo e i paesi limitrofi sono soggetti al saccheggio da parte dei francesi.
Dopo alterne vicende ed occupazioni la provincia bresciana ritorna sotto il dominio veneziano il 26 maggio 1516, per rimanervi sino alla caduta della Serenissima Repubblica avvenuta nel 1797 ad opera di Napoleone Bonaparte. Durante la dominazione di Venezia la vita di Bovezzo segue le sorti dei paesi vicini e non è protagonista di particolari episodi, eccetto le pestilenze del 1576-77 e del 1630 che provocano numerosi morti e l'occupazione da parte della cavalleria imperiale austriaca nel 1704, all'epoca della guerra di successione spagnola.
Alla caduta del governo veneto segue un periodo di influenza francese che determina la diffusione degli ideali della rivoluzione francese in gran parte dell'Europa e la creazione della Repubblica Cisalpina nell'Italia nord-orientale. Nel 1797 le truppe francesi e gli alleati bresciani si scontrano presso Nave con i valsabbini, fedeli a Venezia, derubano la sacrestia della parrocchiale e assaltano l'oratorio di San Carlo in Palazzo Rota.
Nell'Ottocento Bovezzo segue le sorti della Lombardia: dapprima inclusa, dopo il congresso di Vienna del 1815, nel Regno Lombardo-Veneto, sotto influenza asburgica, è poi annessa al Regno d'Italia nel 1859, a seguito della seconda guerra di indipendenza.
Nel 1893 per risolvere una lunga siccità, la popolazione di Bovezzo, allora ridente borgo agricolo, fa un pellegrinaggio sul monte Palosso al santuario dedicato a sant'Onofrio, per invocare la pioggia per intercessione dei santi Onofrio e Fermo, molto venerati nel paese. L'acqua arriva e, a ricordo della giornata, rimane un ex voto.
L'ultimo secolo di storia coincide per Bovezzo con le vicende del capoluogo bresciano al cui territorio si unisce sempre più strettamente. Nel 1910, ad opera del senatore Angelo Passerini, viene eretto ad ente morale l'omonimo asilo per l'infanzia.
Particolare menzione merita la figura del partigiano Gigi Rota, a cui è dedicata la piazza principale del paese. Luigi Rota, Gigi per i familiari e per gli amici, studente del politecnico di Milano, entra dopo alterne vicende di guerra, nella divisione partigiana autonoma "Brigata Vecchia Centro Croci" che opera fra la Val di Taro e il passo del Bracco. Cade il 22 gennaio 1945 a Carrodano in provincia di La Spezia, nel tentativo di rompere l'accerchiamento delle truppe tedesche e repubblichine che si erano attestate sulla linea Gotica. Nel 1951 il Consiglio Comunale gli dedica la piazza principale del paese, che tra l'altro era stata donata in precedenza al comune proprio della famiglia Rota.
Nel 1979 viene fondata l'Accademia Musicale Giovanni Gabrieli, che ha come scopo la diffusione della musica attraverso vari corsi strumentali e con un'attività concertistica di tutto rispetto. Negli ultimi anni il paese ha conosciuto uno sviluppo edilizio ed un incremento demografico di notevoli proporzioni che ha fatto più che raddoppiare la popolazione residente, con insediamenti industriali e artigianali che hanno mutato il tessuto socioeconomico della comunità locale.
Il 2 aprile 2000 scoppia una palazzina in via Brede per via di una fuga di gas, causando cinque morti. Il parco urbano del paese verrà poi ribattezzato "Parco 2 Aprile" per commemorare le vittime.
Col tempo il territorio di Bovezzo ha perso soluzione di continuità con quello della città di Brescia, se si eccettua la collina di S. Onofrio che sovrasta il nucleo storico dell'abitato.

### Simboli
Ornamenti esteriori da Comune.»
Il gonfalone è un drappo di azzurro.

## Monumenti e luoghi d'interesse

### Architetture religiose

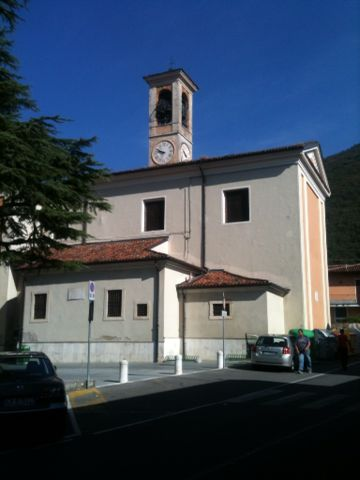
La chiesa parrocchiale di S. Apollonio

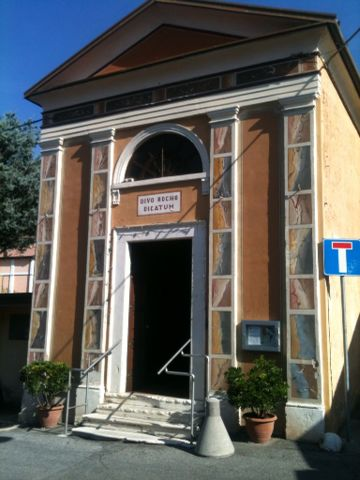
La chiesetta di S.Rocco

- Chiesa parrocchiale Sant'Apollonio, ricostruita nel XIX secolo, sita in piazza Gigi Rota. La chiesa contiene un organo di Serassi e numerosi affreschi di Giulio Motta.[18]
- Chiesa di San Rocco, edificio religioso di piccole dimensioni risalente al XVIII secolo. La chiesa sorge sui resti di un'edicola del XVI secolo.[19]
- Santuario di Sant'Onofrio, risalente al XV secolo, sito sulla cima del monte Spina. Contiene una statua (Madonna col Bambino) attribuita a Vincenzo Foppa[20] e una serie di affreschi attribuiti al Romanino.[18]

### Architetture civili
- Palazzo Rota, risalente al XVIII secolo, ad opera dell'ingegner Vincenzo Berenzi
- Palazzo Rampinelli, risalente al XV secolo e ingrandito nel XVIII secolo dai Bordogni
- Casa Avogadro, risalente al XV secolo
- Casa Mazzini, risalente al XV secolo
- Villa Riva del XVI secolo

### Aree naturali
Insieme ai comuni di Collebeato, Brescia, Botticino, Cellatica, Rodengo-Saiano, Rezzato è stato istituito il Parco delle colline.

## Società

### Evoluzione demografica
Abitanti censiti

### Etnie e minoranze straniere
Secondo le statistiche demografiche del 2016 la popolazione straniera presente sul territorio di Bovezzo era di 563 persone. Le nazionalità maggiormente rappresentate erano:
1. Albania, 155
2. Romania, 66
3. Moldavia, 53
4. Pakistan, 49
5. Ucraina, 44
6. Sri Lanka, 27
7. Marocco, 24
8. Egitto, 21

## Cultura

### Biblioteche
La biblioteca comunale è attiva dal 1979 ed è sita all'interno del Centro Civico di Via Vittorio Veneto.

### Scuole
Sul territorio opera l'Istituto comprensivo di Bovezzo e una scuola paritaria dell'infanzia aperta dal 1905.

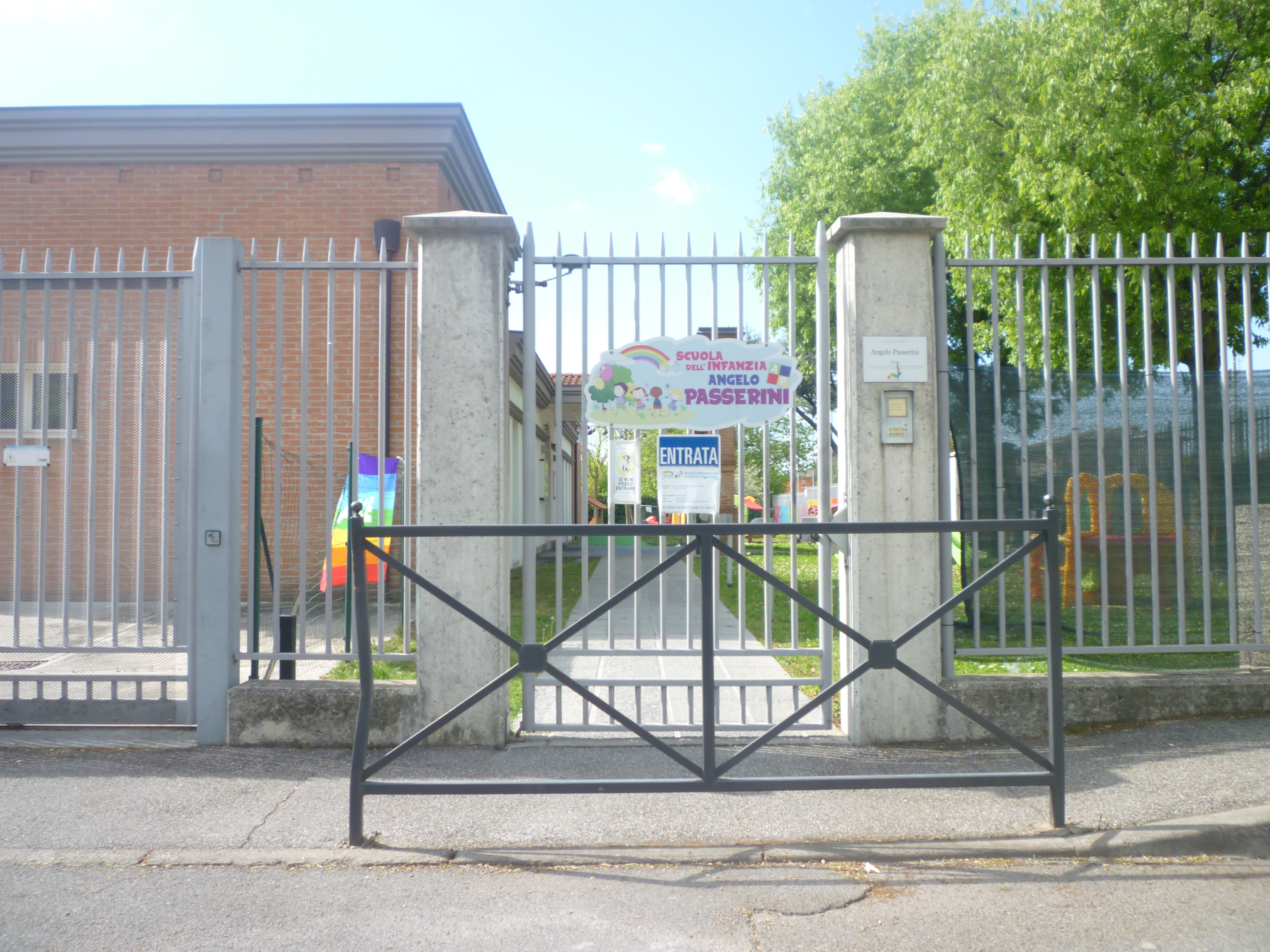
La scuola dell'infanzia A.Passerini, situata a Bovezzo.

## Infrastrutture e trasporti

### Strade
Il comune è interessato dalla strada provinciale Bresciana 237 (ex Strada statale 237 del Caffaro)

### Mobilità urbana
I trasporti interurbani di Bovezzo vengono svolti con autoservizi di linea gestiti da Brescia Trasporti.

## Amministrazione
| Periodo        | Periodo        | Primo cittadino   | Partito | Carica  | Note   |
| -------------- | -------------- | ----------------- | ------- | ------- | ------ |
| 21 giugno 1985 | 24 aprile 1995 | Gianluigi Pasotti | PSI     | Sindaco | [ 28 ] |

Di seguito l'elenco dei sindaci eletti direttamente dai cittadini (dal 1995):
| Periodo        | Periodo        | Primo cittadino    | Partito                         | Carica  | Note   |
| -------------- | -------------- | ------------------ | ------------------------------- | ------- | ------ |
| 24 aprile 1995 | 14 giugno 1999 | Mario Giusti       | lista civica di centro-sinistra | Sindaco | [ 29 ] |
| 14 giugno 1999 | 8 giugno 2009  | Gianpietro Favalli | lista civica di centro-sinistra | Sindaco |        |
| 8 giugno 2009  | 27 maggio 2019 | Antonio Bazzani    | lista civica di centro-sinistra | Sindaco |        |
| 27 maggio 2019 | in carica      | Sara Ghidoni       | lista civica di centro-sinistra | Sindaco |        |

## Sport

### Calcio
Le due società di calcio della città sono l'U.S.O. United, nata nel 2012 e precedentemente attiva sul territorio come U.S.O. Bovezzo, e l'U.S. Bovezzo 2000 Calcio, nata nel 2000; entrambe non si sono mai spinte oltre le leghe dilettantistiche a carattere locale.

### Pallacanestro
La squadra maschile di basket A.S.D. Basket Bovezzo rappresenta la città nelle divisioni dilettantistiche F.I.P.

### Impianti sportivi
Il maggiore impianto sportivo di Bovezzo è lo stadio "Roberto Coltrini" (noto anche come Stadio comunale), adibito al calcio. Altri importanti impianti sono il Centro Tennistico Comunale "Gianluigi Pasotti" gestito dal Tennis Club Bovezzo ed il bocciodromo gestito dalla Bocciofila Valle del Garza. Questi tre impianti si trovano in via della Libertà all'interno del Parco Urbano "2 aprile".
Altri sport (tra cui pallacanestro e pallavolo) vengono praticati presso la palestra comunale "Candido Cannavò" di via Paolo VI.